# Belisario Ruiz
Belisario Ruiz Wilches (Concepción, Santander, 16 de marzo de 1887-Bogotá, 12 de enero de 1958) fue un geógrafo, cartógrafo, astrónomo e ingeniero civil colombiano quien «terminó sus estudios secundarios en la Universidad Republicana. Cursó estudios profesionales en la Facultad de Matemáticas e Ingeniería». Presentó al señor Presidente de la República, Alfonso López Pumarejo el plan general de trabajos para el levantamiento de la carta militar del país, el cual fue acogido y como consecuencia se dictó el Decreto 1440 del 13 de agosto de 1935 que dio vida al Instituto Geográfico Agustín Codazzi. Por ello, muchos lo consideran su fundador.

## Biografía
Belisario Ruiz Wilches nació en Concepción (Santander) el 16 de marzo de 1887. Fue hijo del general José María Ruiz y de Andrea Wilches, hermana del  general Solón Wilches, presidente del departamento de Santander. Se casó en 1909 con Beatriz Hurtado Benavides, nieta del político Ezequiel Hurtado, con quien tuvo cinco hijos (uno de los cuales, una niña, murió en infancia).La sepultura de ambos esposos se encuentra en los columbarios 627 y 628 del Templo de Cristo Rey, en Pasto (Nariño).

## Carrera científica y pública
Belisario Ruiz Wilches viajó a Pasto con el mandato de participar en la fundación de la Facultad de Matemáticas e Ingeniería de la Universidad de Nariño en el 1905, junto con su primer rector Fortunato Pereira Gamba.
En esta ciudad también diseñó el Teatro Imperial de la misma universidad en 1922. La edificación de estilo republicano tiene forma de “U”, cinco pisos de tapia pisada, adobe y madera, con una platea y cuatro niveles de palcos. El Teatro fue declarado Bien de Interés Cultural de Carácter Nacional por el Ministerio Nacional de Cultura en 1998.
Fue miembro de la Comisión de Límites entre Colombia y Venezuela en 1924 y jefe de la División de Límites con el Brasil entre 1930 y 1932. Fue también director de Obras Públicas en Santander y en Nariño.
Contribuyó a desarrollar un nuevo método astronómico para la determinación del Azimut en una sola serie de observaciones, lo cual denominó método de Azimutes Iguales.
Fue proponente de la creación en Colombia del Instituto Geográfico Militar, establecido por el Decreto 1440 del 13 de agosto de 1935 del presidente Alfonso López Pumarejo como dependencia del Estado Mayor del Ejército con el propósito de levantar las cartas geográficas del territorio nacional. Belisario Ruiz Wilches dirigió la construcción del edificio del instituto, escogió personalmente los instrumentos necesarios para su labor y fue de 1935 hasta 1940 el primer director del Instituto, que pasó luego a conocerse como Instituto Geográfico Militar y Cadastral, y finalmente Instituto Geográfico Agustín Codazzi.
Belisario Ruiz Wilches fue también catedrático en la Universidad Nacional de Colombia, Decano de la Facultad de Matemáticas e Ingeniería (1946-1948), y fundador del Instituto de Geofísica de la misma universidad. En 1950, fue director del Observatorio Astronómico Nacional de Colombia y en 1954, rector de la Universidad Jorge Tadeo Lozano.

## Premios y reconocimientos
Belisario Ruiz Wilches fue presidente de la Academia Colombiana de Ciencias Exactas, Físico-Químicas y Naturales de 1949 a 1956, y miembro de la Sociedad Colombiana de Ingenieros, de la Sociedad Geográfica de Colombia y de la Academia de Ciencias de Caracas.
Recibió las Palmas Académicas de Francia en 1937, el premio Codazzi, la condecoración Francisco José de Caldas y la condecoración de la Cruz de Boyacá en el grado de Oficial por el canciller Evaristo Sourdis en 1954. También obtuvo póstumamente el Premio ‘Agustín Codazzi’ y la Cruz del Sur de Brasil.